# Station Madrid-Chamartín-Clara Campoamor
Station Madrid-Chamartín-Clara Campoamor (Spaans: Estación de Madrid-Chamartín-Clara Campoamor), voor december 2020 station Madrid Chamartín, is een spoorwegstation in het noorden van de Spaanse hoofdstad Madrid. Het station ligt evenwijdig aan de Paseo de la Castellana, een van de centrale lanen en verkeersassen van de stad. Het is gelegen in de Madrileense wijk Chamartín waaraan het station zijn oorspronkelijke naam dankt. In 2020 werd goedgekeurd dat het station tevens de naam draagt van de Spaanse activiste en schrijfster Clara Campoamor.
Rond het station Chamartín zal volgens plannen van 2019 tussen eind jaren 2020 en 2050 het nieuwe stadsdeel Madrid Nuevo Norte verrijzen met woonwijken, kantoren, groenzones en allerlei voorzieningen, grotendeels met hoogbouw. Het ontwikkelingsgebied is 311 hectare groot, heeft een lengte van 5,6 km en ligt parallel aan de treinsporen. De nieuwe ontwikkeling ligt ten noorden van het bestaande district Chamartín.
De treinverbindingen zijn onderdeel van RENFE. Het station is een knooppunt voor de Spaanse forensentreinen Cercanías en voorlopig eindpunt van de hogesnelheidslijn naar Valladolid. Het station Chamartín is sinds 1967 door een dubbelsporige Iberisch breedspoor spoortunnel verbonden met het centraler in Madrid gelegen station Atocha. Voor het verhogen van de connectiviteit van 2 naar 4 spoorbanen werd een tweede parallelle tunnel in 2008 toegevoegd. Om de onderlinge verbinding van de Spaanse normaalspoor hogesnelheidslijnen te verbeteren, werd een extra, derde Noord-zuidspoortunnel in Madrid aangelegd voor de normaalsporige hogesnelheidstreinen.

## Normaalspoortunnel
De normaalspoor verbindingstunnel tussen station Atocha en het station Madrid Chamartín werd op 1 juli 2022 ingehuldigd en in gebruik genomen samen met een aparte hogesnelheidslijn naast de bestaande hogesnelheidslijn tot het spoorknooppunt Torrejón de Velasco. De tunnel verbindt hogesnelheidslijnen ten noorden met hogesnelheidslijn naar Alicante en Valencia ten zuiden van de hoofdstad. Voorlopig gebruiken alle hogesnelheidstreinen van en naar Valencia en Alicante de nieuwe spoortunnel en stoppen niet in station Atocha in verband met de afwezigheid van perrons voor de tunnelsporen in Atocha. Enkele hogesnelheidstreinen rijden door naar het noorden maar de meeste treinen uit/van het zuidoosten hebben Madrid-Chamartín als eindpunt/startpunt. Hierdoor is het station Atocha ontlast. In de toekomst zal het station Atocha perrons krijgen bij de doorgaande HSL tunnelsporen en zullen de andere hogesnelheidslijnen uit het zuiden aangesloten worden op de tunnelverbinding. Hierdoor zullen meer doorgaande hogesnelheidstrein verbindingen met of zonder aansluitingen aan geboden kunnen worden.
De dubbelsporige tunnel heeft 338 miljoen euro gekost om te bouwen en maakt deel uit van een breder investeringsprogramma van 1,1 miljard euro van de hogesnelheidsinfrastructuurbeheerder Adif AV. De nieuwe tunnel is uitgerust met ETCS Level 1 signalisatie en GSM-R.

## Sporen
Chamartín telt 25 perronsporen die verdeeld zijn over verschillende lijnen en spoorbreedtes. De laatste modernisatie, inclusief de verhoging van het aantal perronsporen van 21 naar 25, dateert van 2022 in het kader van de bijkomende spoortunnel in normaalbreedte.
- Spoor 1-13: Cercanías Madrid, Media Distancia en Larga Distancia (alleen breedspoor). De breedspoor langeafstandstreinen hebben geen keersporen meer in Atocha en rijden door om te keren in Chamartín. Vanuit het station vertrekken er dus meerdere treinen naar het zuiden.
- Spoor 14-25: Renfe AVE, Renfe Alvia, Renfe Avant en Renfe Larga Distancia (normaalspoor).

Opmerkingen:
- Lijn C-7 kan ook vertrekken vanuit Fuente de la Mora.
- Spitsdiensten "CIVIS" zijn C-2 treindiensten die de rechtstreekse spoorlijn non-stop nemen van Chamartin naar San Fernando en het centrum van de stad niet bedienen.

## Metro
Het station heeft ook een metrohalte, die wordt bediend door de lijnen 1 en 10 van de Metro van Madrid. 

### Geschiedenis
In de aanloop naar het wereldkampioenschap voetbal 1982 dat in Spanje werd gehouden werd een nieuwe metrolijn voor groot-profielmaterieel gebouwd tussen Fuencarral en Nuevos Ministerios, zodat het Estadio Santiago Bernabéu per metro bereikbaar zou zijn. Deze lijn kreeg ook een metrostation bij Chamartin dat tegelijk met de lijn op 10 juni 1982 werd geopend. De nieuwe lijn kreeg het nummer 8 en hield dit tot de sluiting op 8 januari 1998. Vervolgens werden de sporen aangesloten op een nieuwe tunnel ten zuiden van Nuevos Ministerios die de verbinding vormt tussen lijn 10 en de lijn uit 1982. Op 22 januari 1998 werd de lijn heropend onder nummer 10, zodoende werd een plan uit 1947 om Carabanchel en Chamartin per spoor onderling te verbinden alsnog gerealiseerd. Het deel van die verbinding van voor 1982 was gebouwd voor klein-profielmaterieel, dat dan ook werd ingezet op het hele traject. Op 22 oktober 2002 was lijn 10 geheel geschikt voor groot-profielmaterieel dat sindsdien ook Chamartin weer aandoet.     
In de periode 2004 – 2006 werd een grote verbouwing uitgevoerd in verband met de komst van de klein-profiellijn 1. De sporen en perrons van lijn 1 liggen haaks op die van lijn 10 en werden op 30 maart 2007 in gebruik genomen. Naast de beide lijnen liggen ook ongebruikte spoorbakken en perrons om in de toekomst lijnen, bijvoorbeeld de geplande verlenging van lijn 11, te kunnen onderbrengen. 
In oktober 2018 werd in een van de ongebruikte spoorbakken, ter gelegenheid van het eeuwfeest van de metro in 2019, een permanente tentoonstelling ingericht door het metromuseum. Hier zijn historische metrostellen van de Madrileense metro tentoongesteld en op de aangrenzende perrons staan informatiepanelen over de geschiedenis van de metro. 
Van 10 tot en met 18 augustus 2024 was het traject Fuencarral-Chamartín gesloten in verband met werkzaamheden om station Begoña rolstoeltoegankelijk te maken.

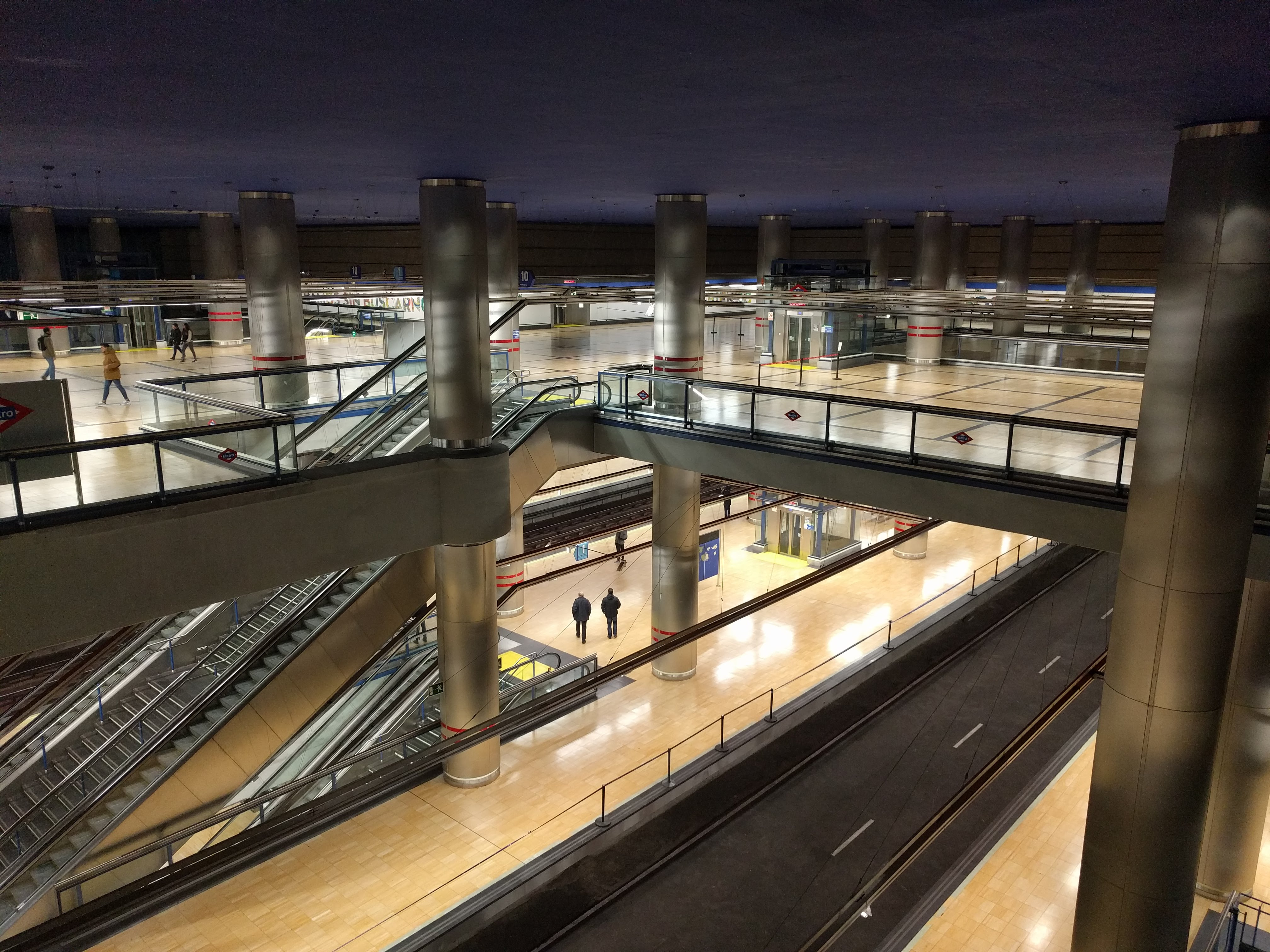
De bovenste twee verdiepingen aan de noordkant.
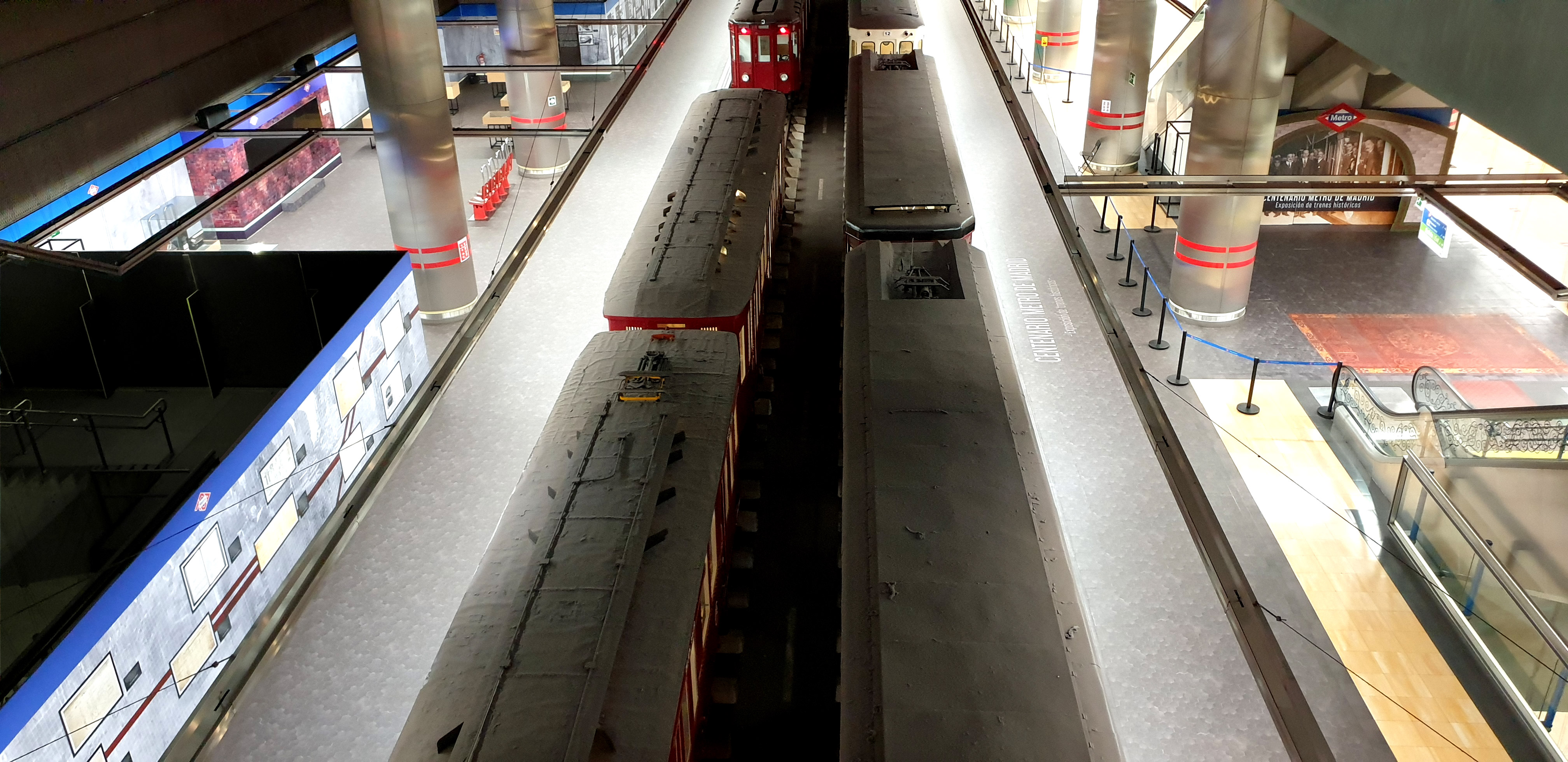
De tentoonstelling met historische metrostellen en informatiepanelen
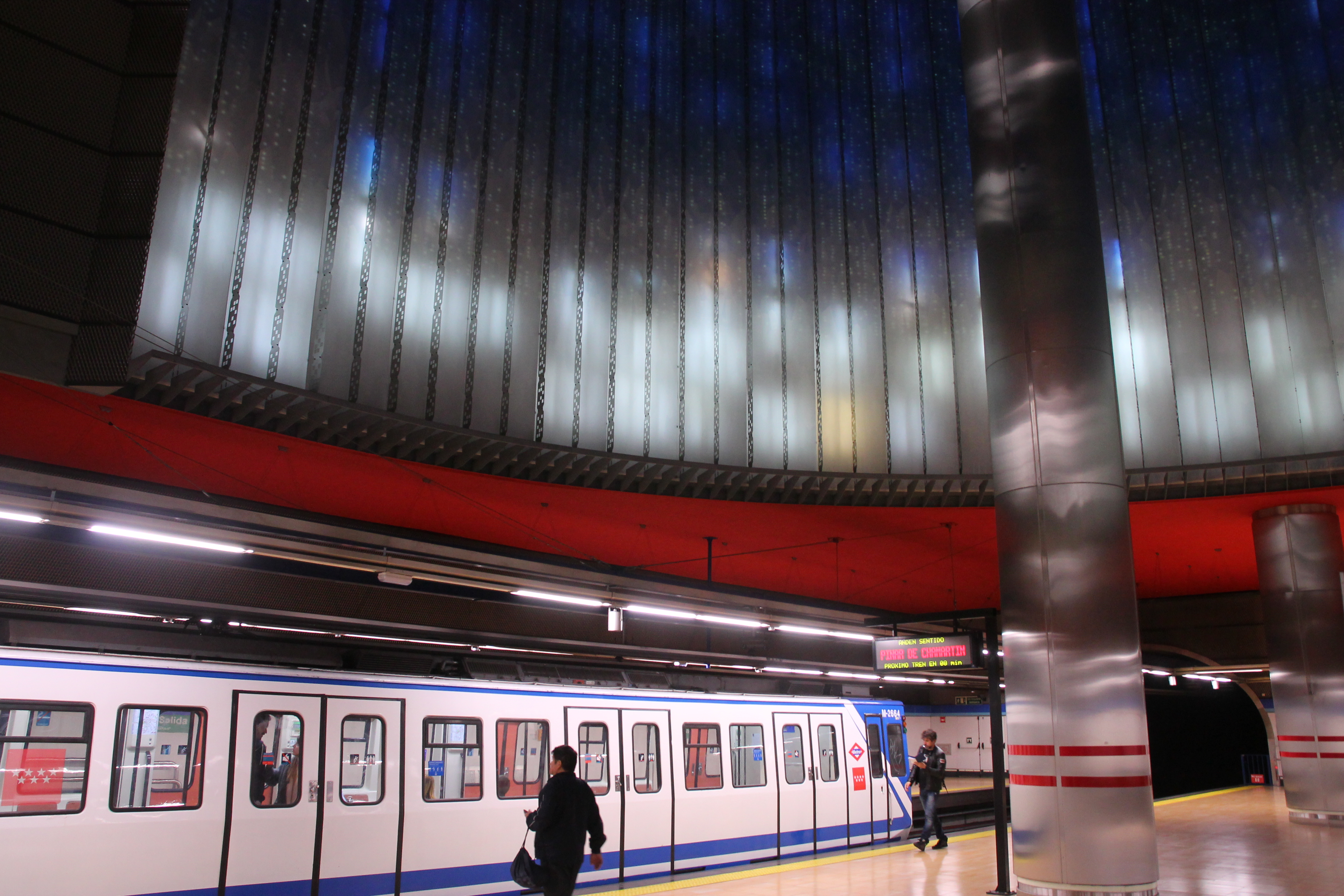
Een klein-profiel metrostel op lijn 1 onder de digitale waterval

### Ligging en inrichting
Het station ligt ondergronds voor de westgevel van het bovengrondse spoorwegstation. Hier is ook een toegang vanaf de straat, haaks op de reizigerstunnel onder het spoorwegstation die met OV-poortjes is gescheiden van het metrostation. In het verlengde van deze reizigerstunnel verbinden roltapijten en een vaste trap de toegangshal met de zuidkant van de bovenste verdieping van het metrostation op niveau -1. De noordkant is van de zuidkant gescheiden door OV-poortjes en biedt via liften, roltrappen en vaste trappen toegang tot de diverse perrons. Op niveau -2 gebruikt Lijn 10 de westelijke spoorbak en het metromuseum de oostelijke. Op niveau -3 is een verdieping voor de overstappers tussen de metrolijnen, deze is zowel via een balkon met niveau -1, als met de verschillende perrons verbonden met een roltrapgroep en een lift. Op niveau -4 gebruikt lijn 1 de zuidelijke spoorbak, terwijl de noordelijke vooralsnog ongebruikt is. Boven het westelijke uiteinde van niveau -4 bevindt zich een drie verdiepingen hoge, half ronde, digitale nabootsing van de watervallen van de Iguaçu.